# Prohlis (Stadtbezirk)
Der Stadtbezirk Prohlis (bis 2018: Ortsamtsbereich Prohlis) ist der südlichste Stadtbezirk in Dresden.

## Geographie
Auf Grund seiner Ausdehnung grenzt der Stadtbezirk Prohlis im Norden an den Stadtbezirk Altstadt. Er besteht aus folgenden statistischen Stadtteilen (Einwohner- und Flächendaten zum 31. Dezember 2020):
| Statistischer Stadtteil                      | Stadtteile (Gemarkungen)                              | Einwohnerzahl | Fläche   |
| -------------------------------------------- | ----------------------------------------------------- | ------------- | -------- |
| Prohlis-Nord                                 | Prohlis                                               | 6.099         | 0,66 km² |
| Prohlis-Süd                                  | Prohlis                                               | 8.459         | 0,70 km² |
| Niedersedlitz                                | Niedersedlitz                                         | 6.025         | 2,62 km² |
| Lockwitz mit Kauscha, Nickern und Luga       | Lockwitz, Kauscha, Nickern, Luga                      | 7.142         | 9,47 km² |
| Leubnitz-Neuostra mit Torna und Mockritz-Ost | Leubnitz-Neuostra, Torna, östliche Teile von Mockritz | 13.864        | 3,93 km² |
| Strehlen mit Reick-Nordwest                  | Strehlen, nordwestliche Teile von Reick               | 10.876        | 2,36 km² |
| Reick                                        | Reick                                                 | 5.426         | 1,40 km² |

Er teilt sich auf in die in ihm zentral gelegenen Neubaugebiete Prohlis und Reick, den Villenvorort Strehlen, die ehemalige Kleinstadt Niedersedlitz sowie in die Stadtteile am Stadtrand Leubnitz-Neuostra und Lockwitz, die aus mehreren Dörfern bestehen. Die gesamte bauliche und soziale Struktur des Stadtbezirks ist daher sehr heterogen.
Der Stadtbezirk wird über drei Straßenbahnlinien, mehrere Stadt- und Überlandbuslinien, die Autobahn 17, die S 172 sowie vier Haltepunkte der S-Bahn Dresden angebunden.

## Politik
Seit 2019 werden die 19 Mitglieder des Stadtbezirksbeirates in einer eigenen Wahl gewählt, davor richtete sich die Sitzverteilung nach der Stimmverteilung bei der Stadtratswahl im Stadtbezirk. Der Stadtbezirksbürgermeister dient als ständiger Vertreter des Oberbürgermeisters und wird durch diesen ernannt.
| Stadtbezirksbeiratswahl Prohlis 2024Wahlbeteiligung: 65,9 % 3020100 27,4 %20,4 %10,1 %8,7 %8,6 %8,5 %6,9 %2,5 %2,4 %2,1 %1,8 %0,5 % AfDCDUGrüneSPDLinkeFWTZ/BS24gFDPFBDiFSPARTEIDissDDAnmerkungen:g Team Zastrow/Bündnis Sachsen 24i Freie Bürger Dresden | Sitzverteilung im Stadtbezirksbeirat Prohlis seit 2024Insgesamt 19 Sitze - Linke: 2 - Grüne: 2 - SPD: 2 - FDP: 1 - FW: 2 - TZ/BS24: 1 - CDU: 4 - AfD: 5 |

| Jahr | AfD | CDU | Linke | Grüne | SPD | FW | FDP | FBD | NPD | Sonstige             | Gesamt |
| ---- | --- | --- | ----- | ----- | --- | -- | --- | --- | --- | -------------------- | ------ |
| 2004 | –   | 5   | 5     | 1     | 2   | –  | 2   | 1   | –   | VoSo, BüLi, NB: je 1 | 19     |
| 2009 | –   | 6   | 3     | 2     | 2   | –  | 3   | 1   | 1   | BüBü: 1              | 19     |
| 2014 | 2   | 6   | 4     | 2     | 2   | –  | 1   | 1   | 1   | –                    | 19     |
| 2019 | 4   | 4   | 3     | 3     | 2   | 2  | 1   | –   | –   | –                    | 19     |
| 2024 | 5   | 4   | 2     | 2     | 2   | 2  | 1   | –   | –   | TZ/BS24: 1           | 19     |

### Wahlen
Bei den Stadtratswahlen bildet der Stadtbezirk Prohlis einen Wahlkreis:
- Wahlkreis 10 – Kauscha, Lockwitz, Luga, Nickern, Niedersedlitz, Prohlis, Reick, Strehlen

Leubnitz-Neuostra und Torna sind dem benachbarten Wahlkreis 11 zugehörig:
- Wahlkreis 11 – Coschütz, Gittersee, Kaitz, Kleinpestitz, Leubnitz-Neuostra, Mockritz, Räcknitz, Torna, Zschertnitz

## Entwicklung der Einwohnerzahl
| Jahr | Einwohner |
| ---- | --------- |
| 1990 | 66.082    |
| 1992 | 65.226    |
| 1994 | 64.761    |
| 1996 | 64.661    |
| 1998 | 61.726    |
| 2000 | 57.154    |
| 2001 | 55.604    |
| 2002 | 54.911    |
| 2003 | 54.292    |

| Jahr | Einwohner |
| ---- | --------- |
| 2004 | 53.622    |
| 2005 | 53.748    |
| 2006 | 54.349    |
| 2007 | 54.732    |
| 2008 | 54.984    |
| 2009 | 54.653    |
| 2010 | 55.252    |
| 2011 | 55.631    |
| 2012 | 56.142    |

| Jahr | Einwohner |
| ---- | --------- |
| 2013 | 56.528    |
| 2014 | 56.971    |
| 2015 | 57.732    |
| 2016 | 58.132    |
| 2017 | 58.028    |
| 2018 | 57.918    |
| 2019 | 58.200    |
| 2020 | 57.891    |